# 護送船団方式
護送船団方式（ごそうせんだんほうしき、英: convoy system）とは、行政手法の一つ。軍事戦術として用いられた「護送船団」が、船団の中で最も速度の遅い船に速度を合わせ、全体が統制を確保しつつ進んでいくことになぞらえて、特定の業界において経営体力・競争力に最も欠ける事業者（企業）が落伍することなく存続していけるよう、行政官庁がその許認可権限などを駆使して行政指導などにより業界全体をコントロールしていくことを指す。

## 金融業界
特に日本の第二次世界大戦後の金融行政において典型的にみられる。日本においては第二次世界大戦前の金融恐慌により弱小金融機関の破綻や淘汰が相次ぎ、取り付け騒ぎなどの社会不安を招いたことから、戦後の金融秩序を確立し、産業界が経済成長を遂げ、民生を安定させていくために必要な低利かつ安定的な資金を供給していくことが課題であった。
このため、金融行政を担ってきた大蔵省や金融政策を司る日本銀行は金融業界に対し、金融業界に対する金融安定化・産業保護政策という「護送船団方式」によって金融機関の倒産（破綻）を防ぎ、経営を安定させ、ひいては預金者の無用な不安を惹起しないよう、他産業に比較し多くの行政指導を行ってきた。例えば、長期信用銀行・外国為替専業銀行・中小企業金融などに典型的に見られる分野調整、店舗規制、新商品規制、一律の貸出・預金利率などを通じ、金融界の過当競争を防いできた。
さらには、不良債権の発生等により経営力が低下した金融機関に対しても、破綻（倒産）という措置を取らせず、他の金融機関との合併を強力に指導した。

### 功罪
結果として、第二次世界大戦後から高度経済成長期、安定成長期に至るまで日本において金融機関の経営破綻は皆無であった。
このため「金融機関はつぶれない」という社会通念が形成され、日本の預金者（貯金者）にとって金融機関の健全性に対する関心は高くはなかった。金融機関の経営陣にとっても、何をするにも行政官庁に「お伺い」を立てないと進まないという、経営の自由を制約される代わりに責任追及から逃れられるために好都合なシステムであった。弱者にとっては庇護を求めるうえで好都合であったほか、強者においても経営の自由度はかなり制約されるものの、他の参入を許さないことによって、結果的に外敵の参入を許さないなどのメリットもあった。
また、行政官庁においても金融機関に対して許認可権を盾に強力な指導力を発揮し、いわゆる天下り先の確保などのメリットがあった。一方、行政官庁の意向を過度に忖度するばかりか官民癒着を生み、金融機関の経営姿勢においても横並び体質がはびこり、顧客に目を向けた金融サービスが行いにくいなどの弊害も指摘された。

### 崩壊
そもそも護送船団方式は「落伍者を出さない」（言い換えれば、経営が拙くても破綻はさせない）ことに主眼が置かれ、市場経済における自由競争により他より優れた商品・サービスを供給したものが勝ち残るという、本来の資本主義経済になじまない部分があったと指摘される（例えばポール・クルーグマン#主張##日本経済）
バブル景気の崩壊後、1995年には木津信用組合が倒産、同年に兵庫銀行が戦後初の銀行倒産となり、1997年に北海道拓殖銀行、山一證券、三洋証券の大手・準大手金融機関までもが破綻したことにより、護送船団方式が終焉を迎える。その後「金融ビッグバン」の進行に伴い、1998年には金融監督庁（2000年に金融庁に改編）が設置され指導行政は緩和された。
またバブル崩壊後には、金融機関のみならず生命保険業界でも経営破綻や倒産が続き、護送船団方式による「一社たりとも潰さない」という金融不倒神話が、銀行に続き保険業界でも崩壊することとなった。1997年には中堅生命保険会社の日産生命保険が破綻し、戦後初となる生命保険会社の破綻となった。これを皮切りに東邦生命保険、第百生命保険、大正生命保険、千代田生命保険、協栄生命保険、東京生命保険と、1997年から2001年までに中堅生命保険会社7社の経営破綻が続き「生保破綻ドミノ」と呼ばれた。

## その他の業界
日本では金融業界に限らず、様々な業界で行政官庁の強力な行政指導が存在した。これらも「護送船団方式」と表現されることがある。また、広くは国全体が「護送船団方式」ではなかったのかと評されることもある。
例えば航空業界では、1980年代まで国が各航空会社の事業範囲を決定した45/47体制が存在し、各航空会社の経営安定には貢献したものの、経済成長にあたって航空会社間の競争がなくなるという理由で1985年に廃止となった。
これら行政指導による「護送船団方式」が、「日本は、世界で最も（もしくは、世界で唯一）成功した社会主義国家だ（日本型社会主義）」などという評価を生む理由の1つとなっている。
また、新聞業界では日本新聞協会が中心となって政治家に働きかけ新聞特殊指定の継続を実現させたり、新聞に対する消費税の軽減税率適用を実現させるなど、いわゆる「放送利権」の問題から記者クラブ制度まで報道機関には護送船団体質が未だ根強く残っていると言える。

## 自治体運営
第二次世界大戦後の日本における地方自治体の行財政運営においても「護送船団方式」であったと評されることがある。
例えば、宮脇淳によると、戦後の日本経済は長らく右肩上がりで経済規模が膨らみ、それに伴い税収も増え続けたことから、自主財源が脆弱で財政力の乏しい地方自治体においても、手厚い地方交付税配分や補助金によって財政的に恩典が与えられ、社会基盤整備に邁進してきた。旗印として「国土の均衡ある発展」が掲げられ、「護送船団方式」であったとしている。
財政再建団体へ転落する自治体が相次いだ1950年代後半の地方財政危機の時期を過ぎ、高度経済成長が始まると、都市の税収を地方へという構造は確立された。その結果、都市と地方との負担分担、現役世代と将来世代との負担分担のあり方など多くの問題が、将来は何とかなるとの甘い見通しの元に先送りされてきた。地方自治体の借金である地方債においても「暗黙の中央政府保証」が存在するとされ、「国がなんとかしてくれるはず」と安易な将来見通しを元に借金を膨らませてきた。また地方自治の名の元に国もほとんどの場合それを追認してきた。
安定成長を経て、バブル崩壊後のゼロ成長、少子高齢化時代、人口減少時代に突入し、国・地方ともに多額の債務（借金）を抱えている。加えて、自己責任を強調する行財政改革、とりわけ三位一体の改革により地方財政は危機を迎えるなど「護送船団方式」は揺らいでいるかのように見える。
しかし、1960年代以降の地方自治体の破綻は北海道夕張市が久しぶりで、その後は財政再建団体（現：財政再生団体に相当）への転落が続出する状況でもない。さらにその夕張市においても、住民負担を伴う厳しい行財政改革を伴っているとはいえ、国と都道府県（夕張市の場合は北海道）が手厚いケアを行い、いわゆる「債務調整」はせず、途方もない債務も数十年単位という超長期で返済していく方針であるなど、緩やかになったとはいえ、最終的には国が面倒をみるという、「護送船団方式」は存続していると言える。